# Nelson-veld
Nelson is een olieveld onder de Noordzee op het Britse continentale plat, 200 kilometer oostnoordoost van Aberdeen. Het bevindt zich 20 kilometer oostzuidoost van Forties. Het veld werd ontdekt door Enterprise Oil in 1988, nadat Gulf Oil in 1967 daar al eerder zonder succes had geboord. In 2002 werd Enterprise overgenomen door Shell dat vervolgens operator werd van het veld.
Op het Nelson 22/11 platform wordt ook olie en gas verwerkt van Howe en Bardolino. Het Nelson-veld exporteert olie via pijpleidingen naar Forties Unity en de bijbehorende Forties-pijpleiding en gas via de Fulmar-gasleiding.